# Llangunllo
Llangunllo (en anglais) ou Llangynllo (en gallois) est un village et une communauté du Powys, au pays de Galles.

## Géographie
Llangunllo est situé dans l'est du Powys, dans le comté historique du Radnorshire, à 8 km à l'ouest de la ville de Knighton.
La communauté de Llangunllo comprend aussi le village de Bleddfa (en).

## Démographie
Au recensement de 2011, la communauté de Llangunllo comptait 369 habitants.